# Lokve
Lokve es un municipio de Croacia en el condado de Primorje-Gorski Kotar.

## Geografía
Se encuentra a una altitud de 727 m s. n. m. a 128 km de la capital nacional, Zagreb.

## Demografía
En el censo 2011 el total de población del municipio fue de 1049 habitantes, distribuidos en las siguientes localidades:
- Homer - 272
- Lazac Lokvarski - 18
- Lokve - 584
- Mrzla Vodica - 16
- Sleme - 104
- Sopač - 39
- Zelin Mrzlovodički - 16

| Gráfica de población de Lokve 1857-2011                             |
|                                                                     |
| Según los censos de población de la oficina estadística de Croacia. |